# Augustus Goessling
Augustus Goessling (n. 17 noiembrie 1878, Saint Louis, Missouri, SUA – d. 22 august 1963, Saint Louis, Missouri, SUA) a fost un înotător ce a reprezentat Statele Unite ale Americii, medaliat olimpic. A participat la 2 ediții ale Jocurilor Olimpice (1904, 1908) în care a câștigat o medalie de bronz.